# Kumpusaari (ö i Norra Savolax, Varkaus, lat 62,53, long 28,20)
Kumpusaari är en ö i Finland. Den ligger i sjön Suvasvesi och i kommunen Leppävirta i den ekonomiska regionen  Varkaus ekonomiska region  och landskapet Norra Savolax, i den sydöstra delen av landet, 300 km nordost om huvudstaden Helsingfors. Öns area är 3 hektar och dess största längd är 380 meter i öst-västlig riktning.